# Vita havet
För andra betydelser, se Vita havet (olika betydelser).
Vita havet (ryska: Бе́лое мо́ре, Beloje more) är en vik i nordvästra Ryssland från Barents hav, belägen mellan Kolahalvön och Kaninhalvön. Vita havet täcker en yta av 90 000 km² med ett medeldjup på knappt 70 meter och det största kända djupet är 343 meter i nordöstra delen av Kandalakshabukten.
Vita havets mynning ligger mellan Svjatoj-Nos på Kolahalvön och Kanin-Nos på Kaninhalvön. På östsidan av Vita havets yttre del finns Mezenbukten, där ett 50 km brett sund, Gorlo, leder till den inre delen av Vita havet, som förgrenar sig i tre store vikar, Dvinabukten och Onegabukten i öst och Kandalaksjabukten i nordväst. Vid inloppet till Onegabukten ligger Solovetskijöarna.
Vita havet har en låg salthalt på grund av färskvattenstillförsel från Norra Dvina. Viken är islagd vintertid och fri från drivis endast från slutet av maj till slutet av oktober, men farlederna hålls öppna även på vintern med hjälp av isbrytare. Den viktigaste hamnen är Archangelsk. Vitahavskanalen förbinder havet med sjöarna Onega och Ladoga samt Östersjön.
Området kring Vita havet bebos till största delen av ryssar, men även olika finsk-ugriska folkgrupper så som samer, kareler och finnar bebor området. Det karelska och finska namnet för Vita havet är Vienanmeri.